# 노래하는 대한민국
노래하는 대한민국은 TV조선에서 방송하는 노래 경연 프로그램이다.

## 방송 일정
- 2023년 4월 2일 ~ 2023년 6월 18일 : 매주 일요일 저녁 7시 50분 ~ 9시 10분
- 2023년 6월 24일 ~ 2023년 9월 16일 : 매주 토요일 오후 12시 ~ 1시 20분
- 2023년 9월 23일 ~ 2023년 12월 30일 : 매주 토요일 오후 12시 40분 ~ 2시
- 2024년 2월 10일 ~ 2024년 5월 18일 : 매주 토요일 오후 12시 30분 ~ 2시
- 2024년 9월 8일 ~ 2024년11월24일: 매주 일요일 오후 3시 20분 ~ 4시 50분

## 진행
- 김종국: 2023년 4월 2일 ~ 2024년11월24일

## 같이 보기
- 전국노래자랑 (KBS 1TV)